# ارباب حلقه‌ها: نبرد برای سرزمین میانه
ارباب حلقه‌ها: نبرد برای سرزمین میانه بازی ویدئویی استراتژی هم‌زمان است که توسط EA Los Angeles برای مایکروسافت ویندوز ساخته شده‌است. این بازی در ششم دسامبر ۲۰۰۴ منتشر شد و براساس سه گانه فیلم "ارباب حلقه‌ها" ساخته پیتر جکسون، به نوبه خود بر اساس رمان ارباب حلقه‌ها اثر جی. آر. آر. تالکین ساخته شده‌است. در این بازی از ویدئو‌های کوتاه از فیلم‌ها و از صدای بازیگران اصلی آن، از جمله هابیت‌ها و جادوگران استفاده شده‌است. بازی از موتور SAGE استفاده می‌کند. دنباله آن بازی "ارباب حلقه‌ها: نبرد برای سرزمین میانه ۲" در تاریخ ۲ مارس ۲۰۰۶ منتشر شد.
سرورهای بازی نبرد برای سرزمین میانه به دلیل انقضاء مجوز بازی ویدیویی ارباب حلقه‌ها به‌طور دائم در تاریخ ۳۱ دسامبر ۲۰۱۰ توسط EA Games بسته شدند.

## پیوندهای بیرونی
- Lord of the Rings: نبرد برای سرزمین میانه در MobyGames
- ارباب حلقه‌ها: نبرد برای سرزمین میانه در بانک اطلاعات اینترنتی فیلم‌ها (IMDb)